# Lista de comunidades quilombolas no Amapá
Lista de comunidades remanescentes de quilombos localizadas no estado brasileiro do Amapá. O tombamento de quilombos é previsto pela Constituição Brasileira de 1988, bastando a certificação pela Fundação Cultural Palmares (FCP):
Art. 216. Constituem patrimônio cultural brasileiro os bens de natureza material e imaterial, tomados individualmente ou em conjunto, portadores de referência à identidade, à ação, à memória dos diferentes grupos formadores da sociedade brasileira [...]

§ 5º Ficam tombados todos os documentos e os sítios detentores de reminiscências históricas dos antigos quilombos.
Cada comunidade tem um Relatório Técnico de Identificação e Delimitação (RTID) publicado no Diário Oficial da União. Essa é uma etapa do processo de regularização fundiária assegurando o direito de sua terra, elaborado por Grupo Técnico nomeado pelo Instituto Nacional de Colonização e Reforma Agrária (INCRA).
Povos Tradicionais ou Comunidades Tradicionais são grupos que possuem uma cultura diferenciada da cultura predominante local, que mantêm um modo de vida intimamente ligado ao meio ambiente natural em que vivem. Através de formas próprias: de organização social, do uso do território e dos recursos naturais (com relação de subsistência), sua reprodução sócio-cultural-religiosa utiliza conhecimentos transmitidos oralmente e na prática cotidiana.

## Comunidades
| Imagem | Comunidade                                         | Localização      | Coordenadas                 | Referência |
| ------ | -------------------------------------------------- | ---------------- | --------------------------- | ---------- |
|        | Quilombo Cunani                                    | Calçoene         | 2° 29′ 27″ N, 50° 57′ 24″ O |            |
|        | Quilombo Igarapé do Palha                          | Ferreira Gomes   | 0° 51′ 21″ N, 51° 11′ 37″ O |            |
|        | Quilombo São Miguel do Macacoari                   | Itaubal          | 0° 36′ 42″ N, 50° 41′ 22″ O |            |
|        | Quilombo São José                                  | Laranjal do Jari | 0° 58′ 23″ N, 53° 09′ 21″ O |            |
|        | Quilombo Abacate da Pedreira                       | Macapá           | 0° 08′ 52″ N, 50° 56′ 03″ O |            |
|        | Quilombo Ambé                                      | Macapá           | 0° 06′ 16″ N, 50° 53′ 35″ O |            |
|        | Quilombo Campina Grande                            | Macapá           | 0° 04′ 03″ N, 50° 59′ 23″ O |            |
|        | Quilombo Carmo do Maruanum                         | Macapá           | 0° 00′ 46″ S, 51° 02′ 41″ O |            |
|        | Quilombo Conceição do Macacoari                    | Macapá           | 0° 03′ 17″ S, 51° 05′ 26″ O |            |
|        | Quilombo Curiaú                                    | Macapá           | 0° 01′ 42″ S, 51° 05′ 40″ O |            |
|        | Quilombo Curralinho                                | Macapá           | 0° 02′ 11″ S, 51° 05′ 59″ O |            |
|        | Quilombo Ilha Redonda                              | Macapá           | 0° 01′ 10″ S, 51° 05′ 34″ O |            |
|        | Quilombo Lago do Papagaio                          | Macapá           | 0° 01′ 33″ S, 51° 06′ 02″ O |            |
|        | Quilombo Lagoa dos índios                          | Macapá           | 0° 00′ 52″ S, 51° 06′ 47″ O |            |
|        | Quilombo Mel da Pedreira                           | Macapá           | 0° 00′ 52″ S, 51° 06′ 09″ O |            |
|        | Quilombo Porto do Abacate                          | Macapá           | 0° 00′ 45″ S, 51° 07′ 12″ O |            |
|        | Quilombo Ressaca da Pedreira                       | Macapá           | 0° 00′ 17″ S, 51° 06′ 45″ O |            |
|        | Quilombo Rio Pescado                               | Macapá           | 0° 00′ 56″ N, 51° 06′ 22″ O |            |
|        | Quilombo Rosa                                      | Macapá           | 0° 01′ 10″ N, 51° 06′ 00″ O |            |
|        | Quilombo Santa Lúzia do Maruanum I                 | Macapá           | 0° 00′ 46″ N, 51° 06′ 09″ O |            |
|        | Quilombo Santo Antônio da Pedreira                 | Macapá           | 0° 01′ 27″ N, 51° 06′ 28″ O |            |
|        | Quilombo Santo Antônio do Matapi                   | Macapá           | 0° 01′ 37″ N, 51° 05′ 17″ O |            |
|        | Quilombo São João do Maruanum II                   | Macapá           | 0° 02′ 07″ N, 51° 06′ 45″ O |            |
|        | Quilombo São João do Matapi                        | Macapá           | 0° 02′ 40″ N, 51° 05′ 24″ O |            |
|        | Quilombo São José do Mata Fome                     | Macapá           | 0° 03′ 39″ N, 51° 06′ 52″ O |            |
|        | Quilombo São José do Matapi do Porto do Céu        | Macapá           | 0° 04′ 21″ N, 51° 02′ 12″ O |            |
|        | Quilombo São Pedro dos Bois                        | Macapá           | 0° 03′ 58″ N, 51° 02′ 33″ O |            |
|        | Quilombo Torrão do Matapi                          | Macapá           | 0° 04′ 56″ N, 51° 08′ 55″ O |            |
|        | Quilombo São Raimundo da Pirativa                  | Macapá Santana   | 0° 03′ 33″ S, 51° 08′ 05″ O |            |
|        | Quilombo Kulumbú do Patuazinho                     | Oiapoque         | 3° 50′ 25″ N, 51° 50′ 42″ O |            |
|        | Quilombo Vila Velha do Cassiporé                   | Oiapoque         | 3° 51′ 17″ N, 51° 49′ 01″ O |            |
|        | Quilombo Alto Pirativa                             | Santana          | 0° 24′ 08″ N, 51° 28′ 57″ O |            |
|        | Quilombo Cinco Chagas                              | Santana          | 0° 03′ 57″ N, 51° 28′ 37″ O |            |
|        | Quilombo Engenho do Matapí                         | Santana          | 0° 06′ 25″ N, 51° 14′ 12″ O |            |
|        | Quilombo Igarapé do Lago                           | Santana          | 0° 02′ 09″ S, 51° 16′ 30″ O |            |
|        | Quilombo Nossa Senhora do Desterro dos Dois Irmãos | Santana          | 0° 07′ 54″ N, 51° 20′ 17″ O |            |
|        | Quilombo São Francisco do Matapí                   | Santana          | 0° 01′ 33″ N, 51° 21′ 31″ O |            |
|        | Quilombo São Tomé do Aporema                       | Tartarugalzinho  | 1° 29′ 33″ N, 50° 54′ 50″ O |            |
|        | Quilombo Taperera                                  | Vitória do Jari  | 0° 55′ 14″ S, 52° 25′ 20″ O |            |

∑ 39 items.